# Patricia Polifka
Patricia Polifka (ur. 8 listopada 1984 w Gerze) – niemiecka bobsleistka, złota medalistka mistrzostw świata.

## Kariera
Największy sukces w karierze osiągnęła w 2009 roku, kiedy wspólnie z kolegami i koleżankami z reprezentacji zdobyła złoty medal w rywalizacji mieszanej podczas mistrzostw świata w Lake Placid. Na tej samej imprezie była także siódma w dwójkach. W zawodach Pucharu Świata zadebiutowała 6 lutego 2009 roku w Whistler, zajmując piąte miejsce w dwójkach. Jedyny raz na podium zawodów tego cyklu stanęła 13 lutego 2009 roku w Park City, gdzie razem z Sandrą Kiriasis zajęła trzecie miejsce. Nigdy nie wystąpiła na igrzyskach olimpijskich.